# Andrzej Światłowski
Andrzej Ryszard Światłowski (ur. 18 lipca 1967 w Krakowie) – polski prawnik, karnista, nauczyciel akademicki, specjalista w zakresie prawa karnego i postępowania karnego, radca prawny, profesor nadzwyczajny Uniwersytetu Jagiellońskiego i Akademii Nauk Stosowanych w Tarnowie, kierownik Katedry Postępowania Karnego Wydziału Prawa i Administracji Uniwersytetu Jagiellońskiego w Krakowie.

## Życiorys
Jest absolwentem Wydziału Prawa i Administracji Uniwersytetu Jagiellońskiego. Na tej uczelni ukończył studia magisterskie i doktoranckie oraz uzyskał stopień naukowy doktora habilitowanego. Po uzyskaniu magistra na WPIA UJ kończył aplikację sądową i zdał egzamin sędziowski. Odbył staże i pobyty naukowe za granicą (Londyn, Warwick, Getynga, Königs Wusterhausen, Florencja, Bochum, Kolonia, Fryburg Bryzgowijski). Stypendysta British Council oraz Fundacji Nauki Polskiej. Odznaczony w 2013 Medalem Komisji Edukacji Narodowej.
Od 2015 p.o. kierownika, natomiast od 2020 kierownik Katedry Postępowania Karnego. Wykładowca studiów podyplomowych, m.in. prawa karnego procesowego (Katedra Postępowania Karnego UJ), prawa karnego materialnego i procesowego (Katedra Prawa Karnego UJ), prawa dowodowego (Katedra Kryminalistyki UJ) prawa karnego gospodarczego i skarbowego (UJ, UWr, UEK), doradztwa podatkowego (UEK) oraz wykładowca aplikacji notarialnej. Egzaminator egzaminów radcowskich. Były wykładowca Krajowej Szkoły Sądownictwa i Prokuratury.

## Działalność naukowa
Od 1991 zatrudniony jako asystent, a od 1997 jako adiunkt w Katedrze Postępowania Karnego. 7 października 1996 uzyskał stopień doktora na podstawie dysertacji „Porozumienia w procesie karnym publicznoskargowym na tle porównawczym” (promotor – Stanisław Waltoś). 15 czerwca 2009 został doktorem habilitowanym na podstawie rozprawy habilitacyjnej pod tytułem „Jedna czy wiele procedur karnych; Z zagadnień wewnętrznego zróżnicowania postępowania karnego rozpoznawczego”. Od tego czasu specjalizuje się w problematyce dotyczącej uczestników postępowania i zasad procesowych postępowania karnego, prawa wykroczeń, a także problematyki organizacji wymiaru sprawiedliwości oraz zróżnicowanych form reakcji karnej na czyny zabronione.

## Działalność publiczna
Członek Komisji Dyscyplinarnej do spraw nauczycieli akademickich przy Radzie Głównej Nauki i Szkolnictwa Wyższego kadencji 2017–2020. Wcześniej jeden z rzeczników dyscyplinarnych do spraw studentów UJ oraz jeden z rzeczników dyscyplinarnych do spraw nauczycieli akademickich Uniwersytetu Jagiellońskiego.
Członek Komisji Prawniczej Polskiej Akademii Umiejętności oraz Göttingen Association for Comparative and International Criminal Law and Criminal Justice.

## Wybrane publikacje
- Kodeks karny skarbowy z komentarzem, InfoTrade, Gdańsk 2000 (współautor);
- Jedna czy wiele procedur karnych. Z zagadnień wewnętrznego zróżnicowania form postępowania karnego rozpoznawczego, Arche, Sopot 2008, ISBN 83-89356-38-4.
- Prawo w diagramach; Kodeks postępowania karnego (współautor), wyd. I, Wydawnictwo od.nowa, Bielsko-Biała 2013;
- Kodeks postępowania w sprawach o wykroczenia. Komentarz, pod. red. Andrzeja Sakowicza, wyd. 2, Wydawnictwo C.H. Beck 2020, ISBN 978-83-8198-618-2.
- Kodeks postępowania karnego. Komentarz. pod red. Jerzego Skorupki, wyd. 4. Wydawnictwo C.H. Beck 2020, ISBN 978-83-8158-935-2.
- System prawa karnego procesowego, pod red. Piotra Hofmańskiego, wyd. Wolters Kluwer (autor kilku rozdziałów).

Autor bądź współautor ponad 150 publikacji z różnych dziedzin prawa karnego, postępowania karnego, prawa i postępowania wykroczeń, prawa karnego skarbowego.